# فردوسی کوچک

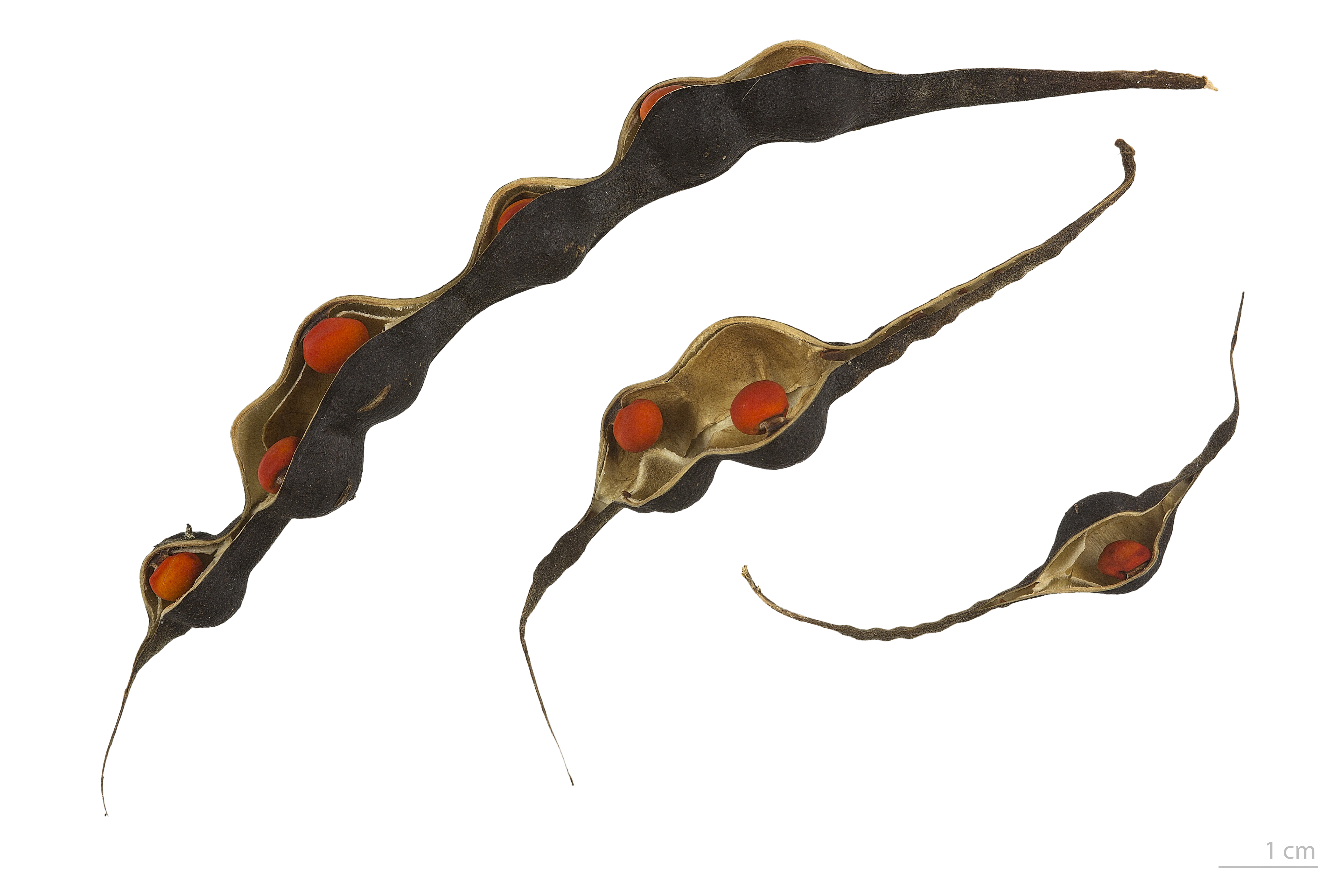
Erythrina humeana

فردوسی کوچک (نام علمی: Erythrina humeana) نام یک گونه از سرده فردوسی است.